# 상용고객 우대제도

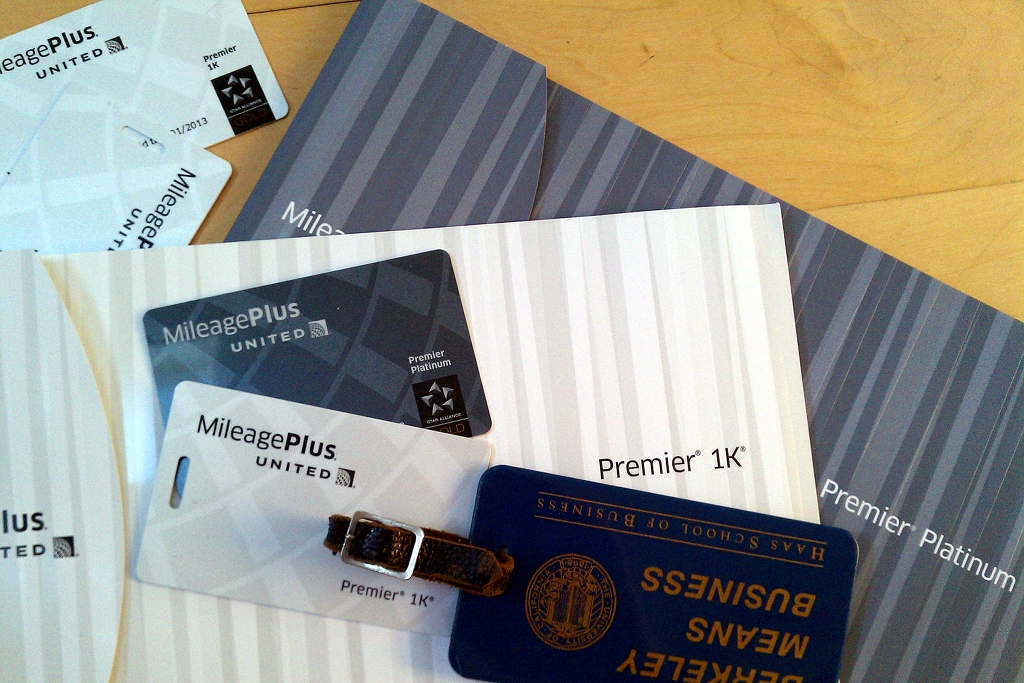
유나이티드 마일리지플러스 카드

상용고객 우대제도(Frequent-flyer program, FFP)는 항공사에서 제공하는 로열티 프로그램이다.
많은 항공사들이 상용고객 우대제도를 통해 프로그램에 가입한 고객들이 항공 여행이나 기타 보상으로 교환할 수 있는 포인트(마일, 킬로미터, 또는 세그먼트라고도 함)를 쌓도록 장려한다. FFP를 통해 적립된 포인트는 운임 등급, 해당 항공사 또는 제휴사와의 비행 거리, 또는 지불된 금액에 따라 달라진다. 포인트를 적립하는 다른 방법도 있다. 예를 들어, 최근 몇 년간은 항공 여행보다 코브랜드 신용카드 및 직불 카드 사용을 통해 더 많은 포인트를 적립할 수 있다. 포인트를 적립하는 또 다른 방법은 제휴 소매점, 자동차 대여 회사, 호텔 또는 기타 제휴 사업장에서 돈을 쓰는 것이다. 포인트는 항공 여행, 기타 상품 또는 서비스로 교환하거나, 좌석 등급 업그레이드, 공항 라운지 이용, 고속 통과, 우선 예약과 같은 향상된 혜택으로 교환할 수 있다.
상용고객 우대제도는 포인트를 구매하기 위한 단방향 자금 흐름은 있지만 다시 돈으로 교환할 수 없는 특정 유형의 가상화폐로 볼 수 있다.
FFP는 항공사의 경제 모델에서 중요한 부분이 되었는데, 예를 들어 유나이티드 항공과 델타 항공은 FFP 덕분에 2015년에 10억 달러 이상을 벌어들였다.

## 역사
유나이티드 항공은 1950년대부터 고객을 추적했지만, 최초의 현대적인 상용고객 우대제도는 1972년 웨스턴 다이렉트 마케팅이 유나이티드를 위해 만들었다. 이 제도는 회원들에게 기념 명판과 홍보 자료를 제공했다. 1979년 텍사스 국제항공은 마일리지 추적을 사용하여 승객에게 '보상'을 제공하는 최초의 상용고객 우대제도를 만들었고, 1980년 웨스턴 항공은 트래블 뱅크를 만들었는데, 이는 1987년 합병 시 델타 항공 프로그램의 일부가 되었다. 아메리칸 항공의 AAdvantage 프로그램은 1981년에 시작되었는데, 이는 1979년에 자주 이용하는 고객에게 특별 운임을 제공하려던 미완성 개념을 수정하여 만들었다. 그 해 말에 유나이티드 항공(마일리지 플러스), 델타 항공(델타 항공 상용고객 우대제도, 나중에 스카이마일즈로 변경), 콘티넨털 항공(원패스), 에어 캐나다(에어로플랜), 그리고 1982년에는 영국항공(이그제큐티브 클럽)에서도 프로그램이 빠르게 뒤를 이었다.
상용고객 우대제도는 이후 성장했다. 2005년에는 130개 이상의 항공사에서 1억 6천 3백만 명이 상용고객 우대제도에 가입했다. 그 무렵 전 세계적으로 14 조 마일의 상용고객 우대 포인트가 쌓였으며, 이는 7천 억 미국 달러에 달하는 가치였다. 유나이티드 항공이 2002년 파산 신청을 했을 때, 상용고객 우대제도만이 유일한 수익 사업이었다. 톰 스튜커는 유나이티드 항공으로 2천 1백만 마일 이상을 비행하여 세계에서 가장 자주 비행하는 사람이다.

## 적립

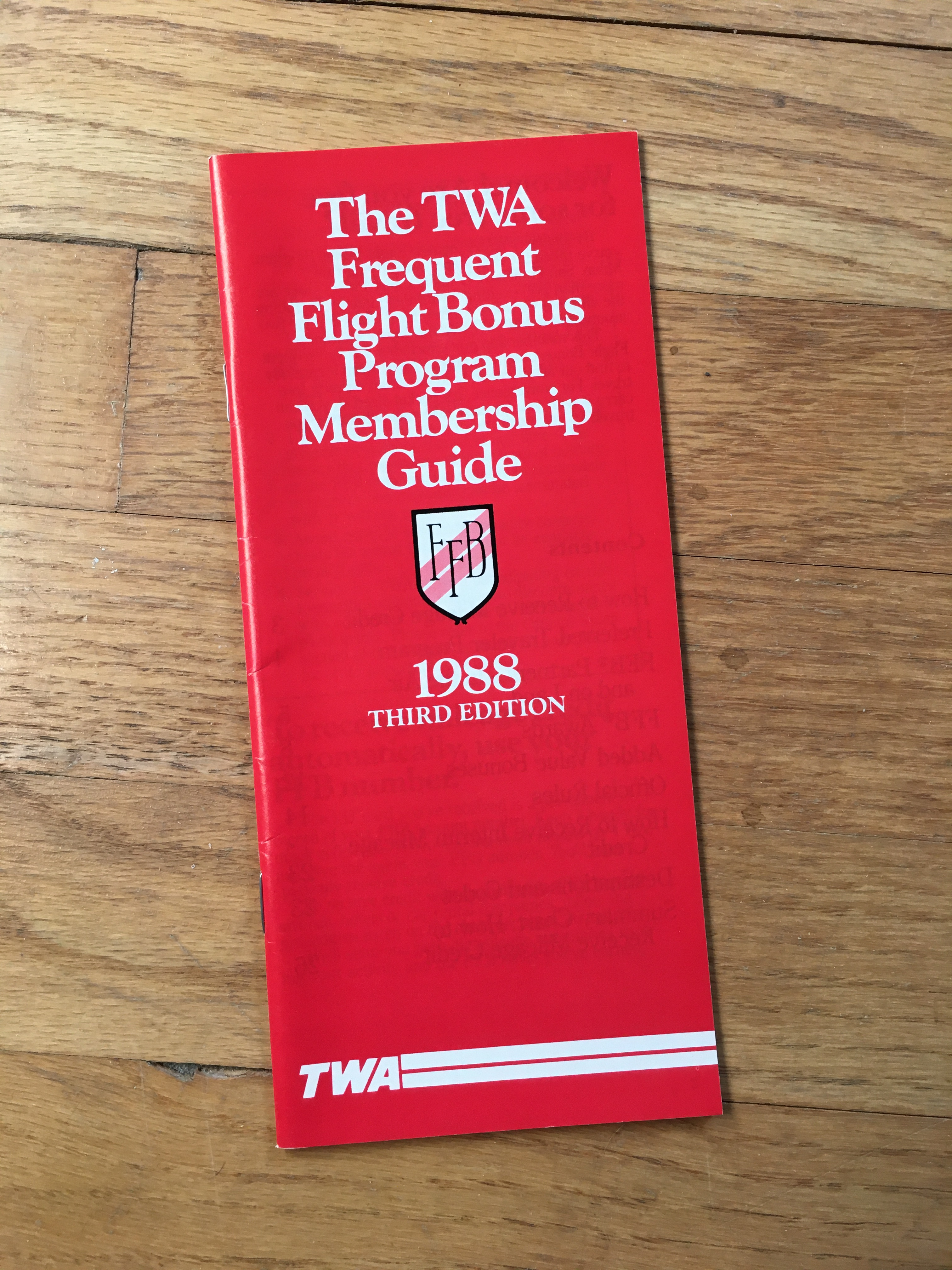
상용고객 우대제도 규정은 복잡할 수 있다; TWA 프로그램의 1988년 이 팸플릿은 27페이지에 달했다

### 비행
전 세계 대부분의 대형 항공사들은 상용고객 우대제도를 가지고 있다. 각 프로그램은 프로그램 이름과 가입, 적립, 포인트 사용에 관한 정책 및 제한 사항을 가지고 있다.
최근 몇 년 전까지만 해도 상용고객 우대제도에서 포인트를 얻는 주된 방법은 제휴 항공사와 함께 비행하는 것이었다. 항공사 제휴 신용카드를 이용한 지출, 심지어 고용주에게 청구된 비용까지도 상용고객 포인트를 쌓을 수 있다. 대부분의 시스템은 여행자에게 이동 거리에 따라 특정 수의 포인트(예: 비행 1마일당 1포인트)를 보상하지만, 시스템은 다양하다. 많은 저가 항공사들은 마일당 포인트를 부여하는 대신 거리나 지불한 금액 대신 비행 구간당 포인트를 부여한다. 예를 들어, 유럽의 많은 항공사들은 거리와 상관없이(단, 좌석 등급에 따라 다름) 국내선 또는 유럽 내 비행에 대해 고정된 수의 포인트를 제공한다. 항공동맹과 공동운항 항공편의 도입으로 상용고객 우대제도는 제휴 항공사 전반에 걸쳐 혜택을 사용할 수 있도록 확장되는 경우가 많다.

#### 보너스 포인트
거의 모든 프로그램은 프리미엄 좌석 승객과 엘리트 등급 회원에게 등급 상태에 따라 보너스 적립을 제공하며, 비행 마일의 25%~100% 추가 적립이 일반적인 보너스이다. 이러한 보너스 포인트는 엘리트 등급 승급(또는 유지)에는 포함되지 않을 수 있지만, 일반적인 포인트 사용을 위한 회원 총 잔액에는 포함된다.

#### 최소 적립 보장
일부 프로그램은 500마일 미만의 직항편에 대해 500포인트 전체(또는 유사한 최소 적립 보장)를 부여한다. 항공사의 프로그램은 이 보장을 엘리트 등급과 관계없이 모든 회원에게 부여할 수도 있고, 엘리트 회원에게만 이러한 특권을 유보할 수도 있다.

### 신용카드 구매
많은 신용카드 회사들이 항공사와 제휴하여 공동 브랜드 신용카드 또는 로열티 프로그램 포인트를 항공사 프로그램으로 전환할 수 있는 기능을 제공한다. 대규모 가입 보너스 및 기타 인센티브가 일반적이다. 신용카드 보너스와 지출을 통해 포인트를 적립하면 자주 여행하지 않는 사람들도 상용고객 우대제도의 혜택을 누릴 수 있다.
제휴되지 않은 여행 보상 신용카드를 소지한 회원은 "수익" 등급으로 간주되는 긍정 공간 티켓을 구매할 수 있으며, 이는 승객에게 해당 항공사에서 포인트를 적립할 수 있게 한다.

### 기타 구매
상용고객 우대제도는 제휴 회사에서 판매하는 음식이나 상품 구매와 같은 다른 수단을 통해 포인트를 제공할 수도 있다. 미국의 엔지니어 데이비드 필립스는 2000년에 3,140달러 상당의 헬시 초이스 푸딩을 구매하여 1,253,000 마일의 AAdvantage 마일을 적립한 것으로 주목받았다.

## 엘리트 등급
때때로 항공사들은 두 배의 엘리트 자격 마일(EQM) 프로모션을 제공하여, 비행 마일리지 요건을 줄임으로써 회원의 등급 승급(또는 유지)을 가속화할 수 있다.
일부 항공사는 상용고객이 엘리트 등급 자격을 얻기 전에 일정 금액의 항공권 비용을 지출하도록 요구하기도 한다. 이는 이미 시행 중인 마일리지 요건 외에 추가되는 것이다. 델타 항공은 2014년 1월에 수익 기반 엘리트 등급 요건으로 전환했고, 유나이티드 항공은 2015년 3월에, 아메리칸 항공은 2016년 8월 1일에 세 미국 레거시 항공사 중 마지막으로 전환했다. 이로 인해 일부 상용고객들은 변경되는 모델이 상용고객에게 덜 보상적일 수 있으므로 해당 프로그램들을 다른 프로그램보다 가치가 낮게 평가하게 되었다. 현재까지 영국의 상용고객 우대제도 중 이러한 방식으로 운영하려 한 곳은 없으며, 버진 애틀랜틱과 영국항공 모두 비행 마일과 좌석 등급에 따라 티어 포인트를 부여하는 전통적인 방식을 선택하고 있다.

## 사용
일정 수의 포인트를 적립한 후, 회원들은 이 포인트를 사용하여 항공권을 얻는다. 그러나 포인트는 기본 운임만 지불하며, 회원은 필수 세금 및 수수료를 여전히 지불해야 한다.

### 항공편
논란이 많은 주제이자 상용고객들 사이에서 불만의 원인이지만, 보너스 항공편은 여전히 회원들이 포인트를 사용하여 구매하는 주요 상품이다. 동맹 및 제휴를 통해 일부 프로그램의 포인트 사용 절차가 용이해졌지만, 보너스 좌석 이용 가능 여부는 여전히 사용불가 기간 및 계절별 변동에 따라 달라지는데, 항공사들은 통계, 수익 관리, 그리고 좌석 할당 수를 결정하기 위한 용량 제어 공식을 활용한다.
이러한 이용 가능성 부족은 특정 신용카드(위 참조) 및 기타 기업 프로그램(익스피디아 리워드, 메리어트)와 같은 비항공사 보상 프로그램에 의해 완화되었는데, 이는 회원이 현금을 사용하는 것처럼 포인트를 사용하여 수익성 있는 항공권을 검색하고 구매할 수 있도록 함으로써 이루어졌다.틀:Third-party-inline

### 상품 및 서비스
항공사의 프로그램에 따라 회원은 좌석 업그레이드, 호텔 숙박, 렌터카, 다양한 소매 품목 구매 등에도 포인트를 사용할 수 있다. 예를 들어, 아메리칸 항공의 AAdvantage 프로그램에서는 포인트만으로 완전한 휴가 패키지를 결제하는 것이 가능하다.

### 포인트 가치
상용고객 포인트의 가치는 사용 방법에 따라 달라진다. 할인 운임을 기준으로 이코노미 클래스 여행에 사용될 경우, 예상 가치는 일반적으로 포인트당 1~2센트이다.
2014년 모나쉬 대학교의 경제학 박사 학위 논문은 로열티 포인트의 현금 등가 가치, 상용고객 우대제도(FFP)가 소비자 행동에 미치는 영향, 그리고 관련 세금 문제를 분석했다. 이전의 많은 연구와 달리, 이 연구는 실제 FFP 데이터를 사용했다. 2010년에 포인트의 현금 가치는 AU$0.0066에서 AU$0.0084 사이였으며, 상태 관련 혜택의 가치는 제외되었다. 비행당 적립된 포인트는 저등급 회원에게 약 3.3%, 중간 등급 회원에게 3.96%, 고등급 회원에게 4.63%의 항공권 할인율을 나타냈다.
이 프로그램의 3,300명 이상의 회원들을 대상으로 한 설문조사에 따르면, 많은 레저 및 비즈니스 여행객들이 FFP 회원 자격 때문에 해당 항공사를 이용하기 위해 더 많은 비용을 지불할 의사가 있었다. FFP 프리미엄으로 알려진 이러한 지불 의사는 평균 약 8%였으며, 여행자 유형에 따라 차이가 관찰되었다. 이러한 프리미엄을 바탕으로, 추정된 포인트 가치는 회원 상태에 따라 AU$0.0108에서 AU$0.0153 사이였다.
항공사들은 일반적으로 재무제표에서 포인트에 훨씬 낮은 가치를 부여하는데, 보고된 바에 따르면 포인트당 1센트의 1/1000도 안 된다. 그러나 포인트의 금전적 가치는 일부 프로그램이 자선 단체에 포인트를 기부할 수 있다는 점에서도 반영된다.

## 회계 및 규제 문제
출장으로 축적된 상용고객 포인트는 바람직한 직원 복지이며, 이는 불필요한 조직 내 여행을 장려하여 포인트를 축적하고 불필요한 개인 여행으로 이어질 수 있다.
비즈니스 여행객은 일반적으로 여행 비용을 지불한 회사 이름이 아닌 자신의 이름으로 귀중한 포인트를 적립한다. 이로 인해 회사가 직원에게 조세 비과세 혜택(포인트 기반 보상)을 제공하거나, 직원이 회사에 속한 가치를 횡령했거나, 심지어 보상이 특정 항공사를 선택하거나 불필요한 여행을 장려하는 일종의 뇌물로 작용한다는 우려가 제기되었다. 대부분의 회사들은 직원들이 벌어들인 마일을 잦은 출장의 고된 일에 대한 보상으로 간주하는 귀중한 개인 특전으로 보지만, 일부 정부 기관은 직원들이 공무 여행에서 마일을 적립하는 것을 막으려 시도했다.
고용주 자금으로 지불된 비즈니스 항공편에서 적립된 FFP 보상이 소득세 또는 부수적 혜택 세금의 대상이 되어야 한다는 점은 오랫동안 인식되어 왔지만, 현재 대부분의 국가에서는 이러한 조치가 이루어지지 않고 있다. 그러나 독일은 주목할 만한 예외이다. 과세 시행에 반대하는 주요 주장 중 하나는 금전적 과세 기반이 부족하다는 것이다. 그러나 로열티 화폐의 현금 등가 가치는 공개 데이터로 합리적으로 추정할 수 있으므로, 이 가치가 과세 기반으로 적절하다고 주장할 수 있다. FFP 보상 과세를 막는 장애물은 일반적으로 가치 평가의 기술적 문제와는 덜 관련되어 있으며, 법적 제약(예: "누가 포인트를 소유하는가") 및 종종 정치적 의지 부족(예: "누가 과세로 인해 손해를 보는가")과 더 관련되어 있다. 호주와 독일의 공무원은 공무 여행에서 적립된 포인트를 개인적인 목적으로 사용할 수 없다. 호주의 사례는 1990년대에 콴타스와 현재는 없어진 안셋 오스트레일리아가 호주 연방 정부 여행 계약을 놓고 경쟁했을 때 발생했다. 이것은 경쟁 회사들이 계약을 따내기 위한 시스템 요구 사항으로 제시되었다.
미국에서는 미국 연방총무청이 "연방 직원이 공무 여행과 관련하여 얻은 상용 여행 혜택은 공무 여행에만 사용될 수 있다(41 C.F.R. § 301-1.6(f) 참조)."고 규정했다. 상용고객 우대제도 계약은 일반적으로 규제되지 않는다.

### 경쟁
이러한 프로그램은 반경쟁적 관행으로 연구되었다. 1989년 M. 트레드웨이(M. Tretheway)는 경쟁으로 인해 항공사가 일방적으로 프로그램을 종료하는 것을 막았지만, 규제 기관은 모든 프로그램을 종료할 수 있다고 보았다. 1999년 S. 스톰(S. Storm)은 로열티 프로그램이 덴마크에서 1992년까지 금지되었지만, 덴마크 항공사들이 불리해졌기 때문에 그 이후에 도입되었다고 언급했다. 정부는 업계 플레이어의 요청에 따라 이러한 프로그램을 금지할 수 있으며, 세계무역기구는 모든 프로그램을 금지할 수 있다.
1989년 미국에서 브래니프는 상용고객 우대제도로 인한 불공정 경쟁의 종식을 바랐다. 상용고객 우대제도 종료의 선례가 있다. 2002년 노르웨이는 항공사 경쟁을 촉진하기 위해 국내 로열티 프로그램을 금지했다. 2005년 현대화부 장관은 경쟁 당국에 노르웨이 상용고객 마일리지 금지를 스칸디나비아 전역으로 확대하는 것을 고려해 달라고 요청했다. 노르웨이는 경쟁 상황이 변화하자 2013년에 금지를 해제했다.

## 비행 수치심
상용고객 우대제도는 개인이 비행하는 빈도와 장거리 여행 경향 모두에서 항공 여행의 확산과 급속한 성장으로 인해 정밀 조사를 받고 있다. 2011년 S. 코헨은 항공 여행과 기후 영향에 대한 우려가 모두 증가하고 있으며, 이는 기술 및 물리적 자원, 자체 및 외부 규제, 그리고 과도한 항공 여행에 대한 낙인을 포함한 사회적 규범에 의해 균형을 이룬다고 지적했다. 2009년 스테판 괴슬링은 탄소 제약 세계에서 항공 여행 증가로 인한 갈등을 지적했으며, 하이퍼모바일 개인의 소수가 항공 여행의 큰 부분을 차지한다고 보았다.

## 마일리지 런
"마일리지 런"은 최대의 상용고객 마일, 포인트 또는 엘리트 등급을 얻기 위해 보통 최저 비용으로 계획되고 실행되는 항공 여행이다. 여행자가 이미 어떤 종류의 엘리트 등급을 달성했다면, 그 여행자는 실제 비행 마일 또는 포인트 외에 보너스 어워드 마일 또는 포인트를 얻게 된다. 프로그램에 따라, 적립되는 마일이 엘리트 자격 마일이라면 그 여행자는 더 빨리 목표를 달성할 것이다. 마일리지 런은 여행자가 최소 마일이 필요한 유리한 엘리트 레벨의 자격을 (재)획득하는 것을 가능하게 할 수 있다. 일부 항공사는 마일리지 런의 인센티브를 없애기 위해 비행 거리가 아닌 항공권 비용에 따라 마일을 부여하도록 상용고객 규정을 변경했다.

## 등급 챌린지
등급 챌린지는 엘리트 등급을 얻기 위해 특정 매우 짧은 기간(보통 90일) 내에 특정 비행량을 쌓으라는 비공개 제안일 수 있다. 해당 자격 여행(특히 환불 불가 여행)이 챌린지 제안 전에 이미 예약된 것으로 확인될 경우 더 높은 등급이 즉시 부여될 수 있고, 그렇지 않은 경우 챌린지가 공식적으로 완료되면 더 높은 등급이 부여된다. 경우에 따라 챌린지에 대한 수수료가 부과될 수도 있다. 등급 챌린지는 카지노 및 호텔과 같은 다른 종류의 시설에서도 사용된다.

## 등급 매치
일부 항공사는 신청 시 경쟁사의 등급과 등급을 맞출 수 있으며, 보통 등급을 맞추는 데 사용된 항공사가 속한 동맹체가 아닌 항공사에 한한다. 이는 여행자가 한 항공사에서 다른 항공사로 더 쉽게 여행을 전환할 수 있도록 한다(예: 여행자의 고용주가 새로운 여행 계약이 체결되어 항공사를 전환할 때). 이는 새로운 항공사에서 동등한 엘리트 혜택을 유지하면서, 여행자가 혜택을 얻는 데 시간이 걸릴 필요 없이 이를 가능하게 한다. 또한 이는 이전 항공사에서도 엘리트 혜택을 유지하는 부수적인 효과를 가져오므로, 더 점진적인 전환을 위해 하나를 포기할 필요가 없다. 등급 매치는 카지노, 크루즈 라인, 호텔, 렌터카 회사 등 다른 유형의 시설에서도 사용된다.

## 같이 보기
- 플라이어톡
- 수익 승객 마일
- 스크립